# Lamivudin
Lamivudin (2',3'-dideoksi-3'-tiacitidin, pogosta okrajšava 3TC) je protivirusna učinkovina iz skupine nukleozidnih zaviralcev reverzne transkriptaze (nRTI).
Farmacevtsko podjetje GlaxoSmithKline ga trži pod imeni Zeffix, Heptovir, Epivir in Epivir-HBV.
Lamivudin se uporablja za zdravljenje kroničnega hepatitisa B, vendar se pri dolgotrajni uporabi razvije odpornost proti zdravilu. Še vedno je njegova uporaba zelo razširjena, saj ga bolniki dobro prenašajo. Kot del kombiniranega protiretrovirusnega zdravljenja je indiciran za zdravljenje okužbe z virusom humane imunske pomanjkljivosti (HIV). Pri zdravljenju okužbe z virusom HIV se uporabljajo višji odmerki kot pri HBV-ju.

## Zgodovina
Spojino BCH-189 sta leta 1989 odkrila Bernard Belleau in Nghe Nguyen-Ga. Pri tem je šlo za racemno zmes. Kasneje je skupina raziskovalcev na univerzi Emory University ugotovila, da je nosilec protivirusnega delovanja v netoksičnih koncentracijah le (–)-enantiomer, ki je danes znan pod imenom lamivudin. Učinkovitost v kombinaciji z zidovudinom (AZT) zoper virus HIV so odkrili naključno, ko je bolnik, vključen v klinično raziskavo z monoterapijo lamivudina, skrivoma jemal tudi zidovudin. Kasneje so poročali tudi o učinkovitosti proti virusu HBV pri preskušanju na celičnih kulturah, kar je vodilo do prvega peroralno uporabnega zdravila za zdravljenje hepatitisa B. 
Ameriški Urad za prehrano in zdravila je 17. 11. 1995 izdal dovoljenje za uporabo lamivudina v kombinaciji z zidovudinom.

## Mehanizem delovanja
Lamivudin je analog citidina in kompetitivno zavira oba tipa reverzne transkriptaze pri virusu HIV (1 in 2) in tudi reverzno transkriptazo virusa HBV. V telesu se fosforilira do aktivnega presnovka, ki nato tekmuje za vgradnjo v virusno DNK. Če se molekula lamivudina vgradi v nastajajočo verigo DNK, se s tem sinteza zaključi, saj na mestu 3' nima OH-skupine in tako ne more nastati nova fosfodiestrska vez 5'—3', ki je bistvena za podaljševanje verige. 
Lamivudin se daje peroralnoin se v prebavilih hitro absorbira. Njegova biološka uporabnost je okoli 80-odstotna. Nekatere raziskave kažejo, da prehaja krvno-možgansko pregrado. Lamivudin se pogosto uporablja sočasno z zidovudinom in njuno delovanje je izrazito sinergistično. Dokazano je, da lamivudin povzroči ponovno občutljivost virusa HIV na zidovudin, čeprav je pred tem že bila razvita odpornost. In vitro raziskave na miših in podganah, v katerih so uporabili 10- do 58-krat višje odmerke od tistih, uporabljenih v terapiji, niso pokazale rakotvornosti ali mutagenosti.

## Odpornost
Pri virusu HIV je odpornost proti lamivudinu povezana z mutacijo M184V/I na genu za reverzno transkriptazo. Raziskava COLATE ni pokazala koristi pri nadaljevanju zdravljenja z lamivudinom, potem ko se že pojavi odpornost.  
Pri hepatitisu B je najpogostejši vzrok odpornosti mutacija M204V/I/S genu za reverzno transkriptazo. Druge mutacije, povezane z odpornostjo proti lamivudinu, so še L80V/I, V173L in L180M.

## Odmerjanje
Pri odraslih in otrocih, starejših od 12 let, se pri okužbi z virusom HIV daje odmerek 300 mg enkrat na dan oziroma 150 mg dvakrat dnevno. Pri okužbi z virusom HIV se lamivudin nikoli ne uporablja samostojno. 
Pri zdravljenju kroničnega hepatitisa B pri odraslih se daje odmerek 100 mg enkrat dnevno. Če je bolnik sočasno okužen še z virusom HIV, se upošteva odmerjanje, priporočeno za okužbo s HIV-om.